# أتل سيلبرغ
أتل سيلبرغ (بالإنكليزية: Atle Selberg) هو عالم رياضيات نرويجي ولد 17 يونيو 1917 في النرويج وتوفي 6 أغسطس 2007 في برينستون، نيو جيرسي. اشتُهر بفضل عمله في نظرية الأعداد التحليلية وفي نظرية الأشكال ذاتية التشاكل، وخصوصا ربطه هذين الموضوعين بالنظرية الطيفية.
مُنح ميدالية فيلدز في عام 1950 وجائزة أبيل تشريفية في عام 2002.

## خلال الحرب العالمية الثانية
خلال الحرب العالمية الثانية، عمل في معزل بسبب الاحتلال الألماني للنرويج. بعد الحرب، عُلمت أعماله وأنجازاته، بما في ذلك البرهان على أن نسبة موجبة من أصفار دالة زيتا لريمان تمتد على المستقيم الحرج {\displaystyle \Re (s)={\tfrac {1}{2}}}.
انظر إلى نظرية الغرابيل وإلى غربال سيلبرغ وإلى مبرهنة تشين.
في عام 1948، نشر سيلبرغ بحثين في حوليات الرياضيات، برهن فيهما بوسائل ابتدائية على مبرهنتي الأعداد الأولية في المتتاليات الحسابية وكثافة الأعداد الأولية.
{\displaystyle \vartheta \left(x\right)\log \left(x\right)+\sum \limits _{p\leq x}{\log \left(p\right)}\vartheta \left({\frac {x}{p}}\right)=2x\log \left(x\right)+O\left(x\right)}
حيث
{\displaystyle \vartheta \left(x\right)=\sum \limits _{p\leq x}{\log \left(p\right)}}

## وصلات خارجية
- Obituary at IAS
- Obituary in The Times